# Apophylia nobilitata
Apophylia nobilitata là một loài bọ cánh cứng trong họ Chrysomelidae. Loài này được Gerstacker miêu tả khoa học năm 1871.